# Wahlhausen, Luxemburg
Wahlhausen är en ort i Luxemburg.   Den ligger i distriktet Diekirch, i den norra delen av landet, 40 kilometer norr om huvudstaden Luxemburg. Wahlhausen ligger 491 meter över havet och antalet invånare är 246.
Terrängen runt Wahlhausen är huvudsakligen kuperad, men åt nordväst är den platt. Wahlhausen ligger uppe på en höjd.  Närmaste större samhälle är Ettelbruck, 15,4 kilometer söder om Wahlhausen. 
I omgivningarna runt Wahlhausen växer i huvudsak blandskog. Runt Wahlhausen är det ganska glesbefolkat, med 35 invånare per kvadratkilometer.